# Георг Кесслер
Георг Кесслер (нім. Georg Keßler, нар. 23 вересня 1932, Саарбрюкен) — німецький футбольний тренер.

## Кар'єра тренера
Розпочав тренерську кар'єру 1966 року, очоливши тренерський штаб клубу національної збірної Нідерландів.
Надалі очолював команди більш ніж десятка європейських футбольних клубів: роттердамської «Спарти», «Андерлехта», «Зволле», берлінської «Герти», «Ваккера» (Інсбрук), алмарського АЗ, «Брюгге», «Олімпіакоса», «Кельна», «Антверпена» та «Стандарда» (Льєж).
Останнім місцем тренерської роботи був клуб «Антверпен», команду якого Георг Кесслер очолював як головний тренер до 1998 року.

## Титули та досягнення
- Чемпіон Бельгії (1):

«Андерлехт»: 1971-72
- Володар Кубка Бельгії (1):

«Андерлехт»: 1971-72
- Володар Кубка Австрії (1):

«Ваккер»: 1977-78
- Чемпіон Нідерландів (1):

АЗ: 1980-81
- Володар Кубка Нідерландів (2):

АЗ: 1980-81, 1981-82